# Szabolcs Huszti
Szabolcs Huszti (Miskolc, Hungría, 18 de abril de 1983) es un exfutbolista y entrenador húngaro que jugaba como centrocampista. Desde marzo de 2023 está sin equipo tras dirigir al MOL Fehérvár F. C.

## Carrera

### Ferencváros
Huszti comenzó su carrera profesional en el club húngaro Ferencvárosi TC. Tras una solitaria primera aparición en el primer equipo, fue cedido al equipo de primera división FC Sopron en diciembre de 2003 durante 6 meses, donde anotó goles en sus 14 apariciones. Luego fue llamado de vuelta a su club para la temporada 2004-05, y comenzó brillantemente, anotando en su regreso contra el Gyori. Con el correr de los partidos se afianzó en el equipo titular.
El tiempo de Huszti en su país natal no iba a durar más allá de aquella temporada. A pesar del interés de equipos como Rangers de Escocia o West Bromwich Albion,  fue finalmente vendido al F. C. Metz de Francia en el verano de 2005. En su nuevo club tuvo que soportar una temporada difícil, ya que terminaron sufriendo el descenso, por lo cual Huszti tuvo que ser transferido a la Bundesliga, donde el Hannover 96 se hizo con sus servicios en julio de 2006.

### Hannover 96
Hizo su debut en la Bundesliga el 13 de agosto de 2006, contra el entonces campeón Werder Bremen. Su versatilidad en cualquier costado de la cancha ya sea por derecha o izquierda, pese a ser zurdo, lo ayudaron a convertirse en titular indiscutido del equipo. También logró seis goles en su primera temporada, el más memorable al principio en un choque contra el Bayern de Múnich. Huszti se volvió un enemigo para el Bayern de Múnich nuevamente cuando anotó de tiro libre maravillosamente en un 1 - 0 en el inicio de la temporada 2008-09. Hannover no había vencido a Bayern en casa durante 20 años y por lo tanto Huszti había terminado con la sequía.

### Zenit
El 1 de febrero de 2009 fue fichado por el Zenit de San Petersburgo para reemplazar a Andréi Arshavin que había sido transferido al Arsenal. En el club ruso, a pesar de haber sido campeón el 2010 y 2011-12, nunca fue titular indiscutido, además tuvo que desempeñar funciones diferentes a las de su puesto.

### Hannover 96
En julio de 2012 fue anunciado su regreso al Hannover 96. El club alemán le dijo que no podía ofrecerle el sueldo que ganaba en Rusia, pero para Huszti no fue problema. Se le ofreció un contrato por tres años y el pago de 1.5 millones de euros anuales, pero un gesto que lo engrandece, sólo firmó por 1 millón de euros para que el resto del dinero se destinara a contratar refuerzos.
En su retorno se echó el equipo al hombro, consiguiendo buenas campañas y siendo considerado uno de los mejores jugadores de la Bundesliga. En su primera temporada de regreso al fútbol alemán, disputó la Liga Europa 2012-13 llegando hasta dieciseisavos de final, pero descuidando el torneo local donde terminaron en la 13.ª posición.
En la temporada 2013-14 de la Bundesliga terminaron en séptima posición clasificando a la tercera ronda previa de la Liga Europa 2014-15.
El 25 de junio de 2020 anunció su retirada.

## Selección nacional
Fue un habitual en la selección húngara. Su debut fue en un partido amistoso el 25 de abril de 2005 ante Japón donde anotó en una ocasión.

## Clubes

### Como jugador
| Club                  | País     | Año       |
| --------------------- | -------- | --------- |
| Ferencvárosi T. C.    | Hungría  | 2002-2005 |
| F. C. Sopron (cedido) | Hungría  | 2003-2004 |
| F. C. Metz            | Francia  | 2005-2006 |
| Hannover 96           | Alemania | 2006-2009 |
| F. C. Zenit           | Rusia    | 2009-2012 |
| Hannover 96           | Alemania | 2012-2014 |
| Changchun Yatai       | China    | 2014-2016 |
| Eintracht Fráncfort   | Alemania | 2016-2017 |
| Changchun Yatai       | China    | 2017      |
| MOL Fehérvár F. C.    | Hungría  | 2018-2020 |

### Como entrenador
| Club               | País    | Año       |
| ------------------ | ------- | --------- |
| Debreceni VSC      | Hungría | 2021      |
| MOL Fehérvár F. C. | Hungría | 2022-2023 |

## Palmarés

### Campeonatos nacionales
| Título                | Club           | País    | Año     |
| --------------------- | -------------- | ------- | ------- |
| Copa de Rusia         | F. C. Zenit    | Rusia   | 2009-10 |
| Liga Premier de Rusia | F. C. Zenit    | Rusia   | 2010    |
| Supercopa de Rusia    | F. C. Zenit    | Rusia   | 2011    |
| Liga Premier de Rusia | F. C. Zenit    | Rusia   | 2011-12 |
| Nemzeti Bajnokság I   | Videoton F. C. | Hungría | 2017-18 |
| Copa de Hungría       | MOL Vidi F. C. | Hungría | 2018-19 |